# Old Car Reproductions
Old Car Reproductions Inc. war ein US-amerikanischer Hersteller von Automobilen.

## Unternehmensgeschichte
Das Unternehmen wurde am 30. August 1977 in Oak Hill in Florida gegründet. Eine Quelle nennt davon abweichend New Smyrna Beach, ebenfalls in Florida. Nancy Shetley und Bruce Thomas waren Präsidenten und Direktoren, während Philip Jansen nur Direktor war. Außerdem wird der Name Mike Shetley genannt. 1979 begann die Produktion von Automobilen. Der Markenname lautete Old Car Reproductions, evtl. nur Old Car. Laut einer Quelle endete 1979 die Produktion, während eine zweite Quelle pauschal 1970er Jahre angibt und eine weitere Quelle kein Jahr. Nach dem 16. Dezember 1981 ist nichts mehr bekannt.

## Fahrzeuge
Ein Modell war der Daytona Bird, entworfen von Ralph Noody. Dies war die Nachbildung eines Ford Thunderbird der Bauzeit von 1955 bis 1957. Die Karosserie bestand aus Kunststoff. Der damalige Neupreis von 20.000 US-Dollar entsprach etwa dem Wert eines gebrauchten Originals.
Daneben gab es die Modelle Eagle und Moodymobile. Eines davon war ein Nachbau des AC Cobra. Es gibt Hinweise darauf, dass der Moodymobile ein modifizierter Mercury Capri mit einem Dieselmotor war.